# Mamoa de Sejães
A Mamoa de Sejães é uma mamoa, localizada no Município da Póvoa de Varzim, no lugar de Sejães, freguesia de Terroso; este género de monumentos pré-históricos funerários remonta ao início do povoamento da região.
A Mamoa de Sejães está coberta por terra, mimosas e pinheiro e fica junto à Estrada Municipal 505, entre Terroso e Rates, perto da Cividade de Terroso.
Dado que ainda não foram feitos estudos arqueológicos, nada se sabe sobre a estrutura do monumento; provavelmente, pelo seu aspecto, não se encontra violada após milhares de anos de acção humana intensa na região, o que a confirmar-se será caso único no concelho.
A Mamoa da Cova da Andorinha, a Mamoa de Abade (logo abaixo de Sejães) e a Mamoa de Monte Redondo encontram-se violadas; a Mamoa da Estrada está destruída. Existem referências a várias outras mamoas ou antas antigas no concelho, tais como Mão Pedrosa em Beiriz ou leira da Anta entre Terroso e Amorim e uma em Balazar.